# ミカド (キャバレー)
ミカドはかつて東京都港区赤坂に存在したレストランシアターで、後にキャバレーとなる。世界の社交場をキャッチフレーズとし、シンボルマークは菊の花。

## 概要と歴史

### 開業
名古屋でパチンコ店や観光バス事業（中部観光）などを経営していた山田泰吉が、来るべき1964年東京オリンピックでの外国人客を見込み、5年の歳月と当時の金額で15億円の巨費を投じ地上6階建て延床面積2千余坪を以って完成。国際社交場にふさわしい大噴水ショー、そしてレヴューなど世界の一流ショーを売り物とし、内外装、調度品ともに豪華さの粋を集めたレストランシアターとして1961年10月に東京・赤坂田町5丁目（現・赤坂2丁目）で開業。しかし欧米人客には
大好評を得るも、ホステスが存在しないことが仇となり日本人客には不評で1964年に閉館へと追い込まれる。

### 小浪義明による経営
その後、ミカドの経営は神戸『新世界』・大阪『エムパイア』『クラウン』といった大型キャバレーの成功で名を馳せていた神戸出身の小浪義明（近畿観光）が買収する形で引き継ぎ、華美な面を省くなど大々的な改装が施され、ゴールデンタイム、サンデーサービスを設け、高級路線の大衆（グランド）キャバレーとして装いも新たに翌1965年11月に再オープンした。営業担当の畑本克己が銀座中のクラブやキャバレーよりホステス、マネージャー、バーテンダー、ボーイ（ウェイター）を引き抜いた事が業界で大問題となったが、最盛期には500名のホステスを抱え大成功を収める。1967年には渋谷のリキ・スポーツパレスを買収しキャバレー『エムパイア』を開店させる。
一方、同年11月になると赤坂の外堀通り沿いに、榎本正が600坪のマンモスキャバレー『ナイトシアターロイヤル赤坂』を開店させる。榎本はかつて『キャバレー美松』のオーナーとして銀座で大成功を収めたが、1962年に保証給の賃上げ問題を理由に閉店、1964年には跡地を三越へ売却したあと、花柳街の雰囲気が色濃く残る赤坂に当時まだ3件程しかなかったキャバレー経営に乗り出した。こうして榎本と小浪は赤坂でしのぎを削る事となるが、結局質と規模で勝るミカドに軍配が上がる。それらの功績から小浪は“キャバレー王”の異名を冠せられる。

### 札幌進出
しかし大型キャバレーにも転機が訪れる。1971年にドルショック、1973年にはオイルショックが起こり、ネオンサインの自粛や関連する諸般の事情から客足が遠退き、廃業へ追い込まれる店が相次ぐ。そんなまさにキャバレーにとって冬の時代となっていた1974年に小浪は地方都市へ進出、「北の夜の都」である札幌すすきのに『グランドキャバレー・ミカド』をオープンさせる。
だが、1976年頃になるとディスコが頭角を現し始め、その後1980年代半ばには更なる世代交代が進み、キャバクラといった低料金で遊べる洒落た大衆店が幅を利かせるようになっていった。こうして大規模な床面積を誇る高級キャバレーという業態は経営が立ち行かなくなり、衰退へと向かった。

### 閉業
1986年6月に札幌店を閉店、店舗跡は内装を変更した程度でビアホールのキリンビール園本館として2018年9月30日まで営業されていた。同じく札幌すすきのでは1972年開業のマンモスキャバレー『エンペラー』が2006年9月に閉店、1971年に開業し300坪を超える店舗で営業していた『札幌クラブハイツ』も2013年2月に閉店。同系列で1973年10月開業の東京の『歌舞伎町クラブハイツ』は2009年2月に閉店。そして赤坂ミカドも1988年閉店。後に取り壊され、跡地には『プラザ・ミカドビル』というテナントビルが建てられた。

## 映像作品
- 香港の星（1962年 東宝／キャセイ・オーガニゼーション）